# Antonio Cerveto
Antonio Cerveto Riba (1876-1938) fue un pintor y dibujante español.

## Biografía

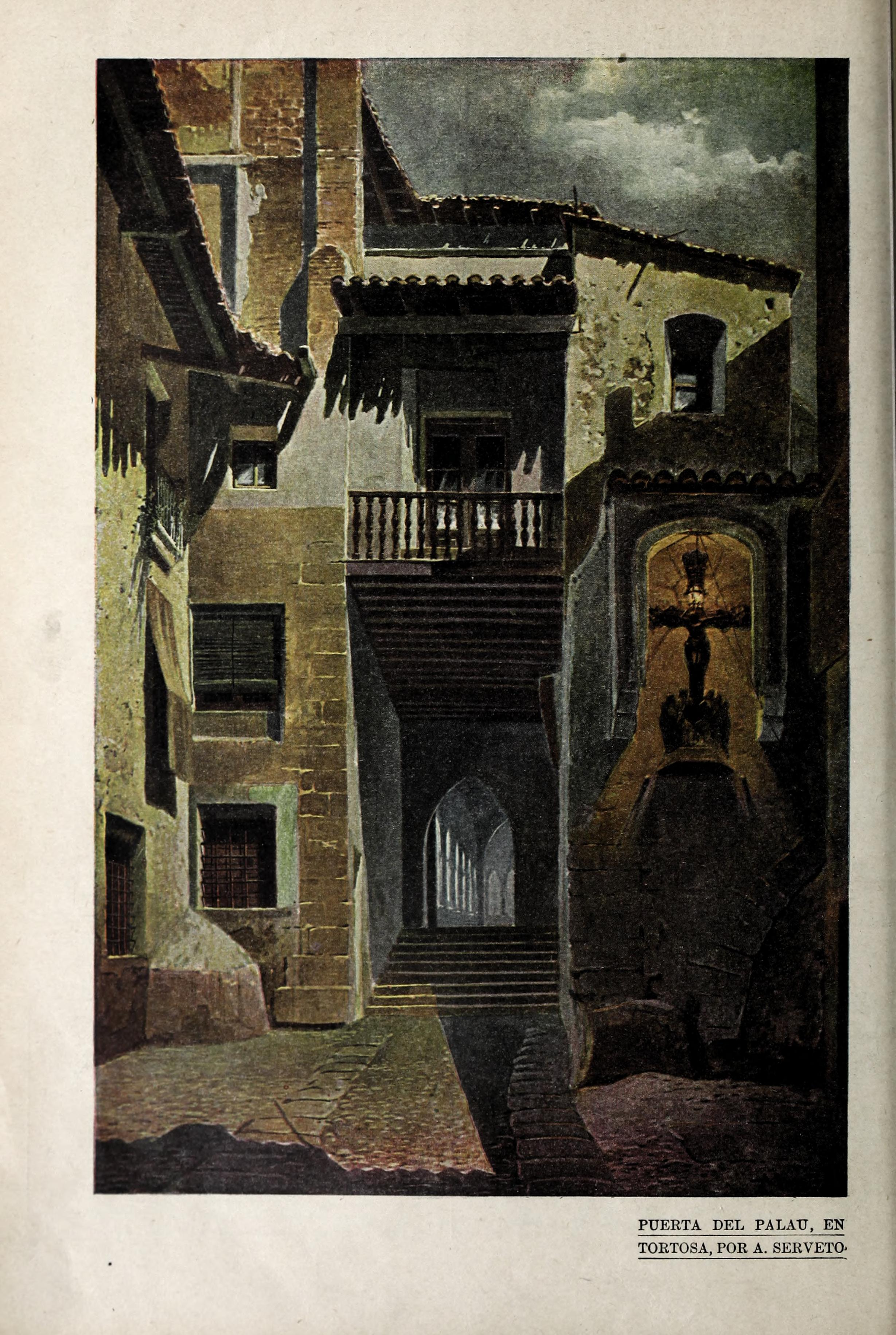
Ilustración de «A. Serveto» en la revista Blanco y Negro (1902) donde se puede ver la puerta de Palau de Tortosa

Nació el 5 de abril de 1876 en la localidad tarraconense de Tortosa. Hijo de escultor, tuvo varios hermanos también dedicados a las artes: Ramón, Víctor, José y Ricardo. Cerveto, que dentro de la pintura cultivó diversos géneros, también ilustró libros y prensa. En Madrid trabajó en el taller del escultor Agustín Querol. Entre sus trabajos se contó un retrato de Manuel Sales y Ferré. Habría fallecido en 1938.